# Stan Valckx
Stanislaus ("Stan") Henricus Christina Valckx (Arcen, 20 de outubro de 1963) é um ex-futebolista que jogava na defesa-central da Holanda.

## Carreira
Valckx nasceu em Arcen, Limburgo. Depois de começar profissionalmente com o VVV-Venlo (segunda divisão), mudou-se em 1988 para o PSV Eindhoven, clube da Eredivisie, sendo fundamental na conquista de três ligas e duas Copas da Holanda - na temporada 1991-92 , ele marcou quatro golos em 28 partidas com a equipa a renovar a sua supremacia doméstica.
Em 1992, Valckx, de 28 anos, mudou-se para o exterior, para o Sporting Clube de Portugal, ajudando a equipe de Lisboa na Taça de Portugal três anos depois, embora não tenha disputado a final contra o Marítimo, pois em Outubro de 1994 já havia regressado ao seu país e ao PSV, onde venceu mais uma liga e outra copa doméstica antes de se retirar em Junho de 2000, com quase 37 anos de idade, e com mais de 500 participações oficiais em seu crédito.
Posteriormente, Valckx começou a trabalhar como diretor técnico no PSV, cargo que ocupou por vários anos. Em 2008, ele entrou em conflito com o diretor geral Jan Reker sobre a influência e o papel do agente Vlado Lemić no clube; no ano seguinte, no mesmo cargo, ele ingressou no Shanghai Shenhua FC da China.
Em Agosto de 2010, Valckx foi nomeado diretor desportivo de futebol do Wisła Kraków, da Polônia. Quatro anos depois, ele regressou ao VVV como consultor técnico.

## Seleção
Valckx jogou 20 jogos pela Holanda, sem nunca marcar nenhum golo e foi escolhido para a seleção que participou da Copa do Mundo de 1994. Ele participou em quatro jogos, e na eliminação nas quartas de final pelas mãos do eventual campeão o Brasil.
Valckx estreou-se pelo seu país em 26 de Setembro de 1990, num amistoso contra a Itália (0-0).

## Títulos
PSV
- Eredivisie: 1988–89, 1990–91, 1991–92, 1996–97, 1999–00
- Copa KNVB: 1988–89, 1989–90, 1995–96
- Johan Cruijff Schaal: 1996, 1997, 1998

Sporting
- Taça de Portugal: 1994–95